# Rechargement (munitions)
 (décembre 2013).
Si vous disposez d'ouvrages ou d'articles de référence ou si vous connaissez des sites web de qualité traitant du thème abordé ici, merci de compléter l'article en donnant les références utiles à sa vérifiabilité et en les liant à la section « Notes et références ».

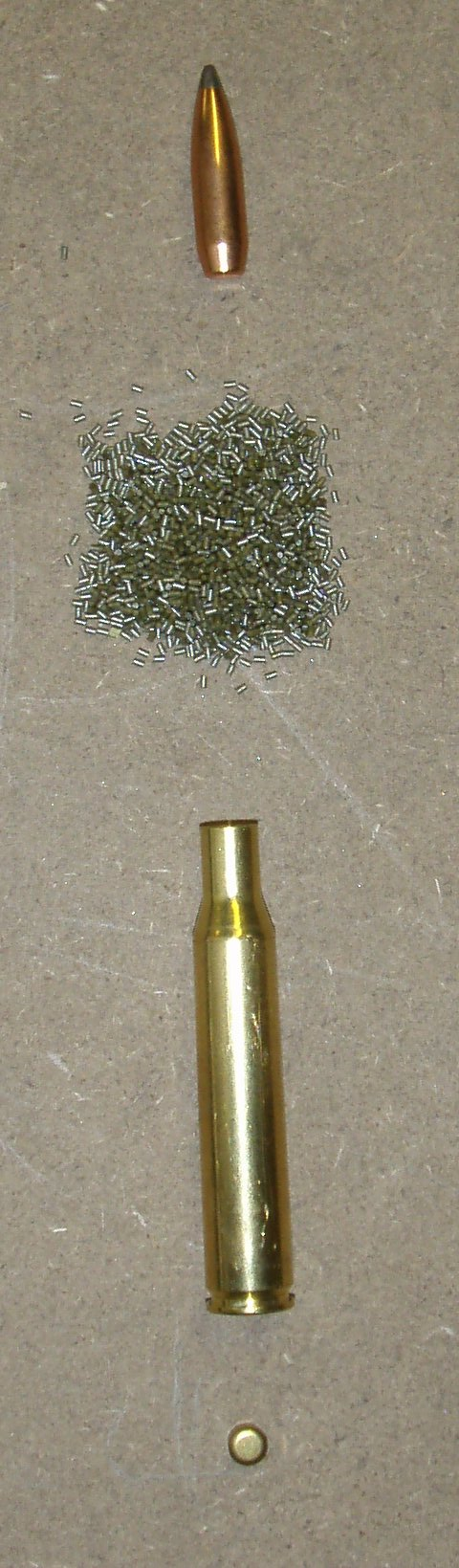
Composantes d'une cartouche de carabine moderne. Du haut vers le bas : une balle chemisée, de la poudre sans fumée, un étui, une amorce.

Le rechargement de munitions ou le chargement à la main réfère à la procédure d'assemblage de cartouches d'armes à feu à percussion centrale à partir de ses composantes par un individu, plutôt que d'acheter des munitions manufacturées. 

## Finalités
Le rechargement de munitions est généralement réalisé pour obtenir des munitions de très haute qualité, qui seront plus précises et pourront être plus dispendieuses que les munitions manufacturées généralement commercialisées, soit pour diminuer les dépenses attribuables à l'achat de munitions manufacturées.
Dans le premier cas, il s'agit de trouver, pour une arme donnée, les paramètres permettant la plus grande précision possible, en sélectionnant soigneusement les composants et leur régularité, et en éliminant ceux qui seraient de caractéristiques trop différentes de l'idéal.

## Méthode
Les composantes nécessaires pour recharger une cartouche à percussion centrale sont : 
- Une amorce
- Un étui (appelé douille à partir de 20 mm)
- Une charge de poudre sans fumée
- Une balle (projectile, ogive)

Les opérations sont réalisées sur des presses qui permettent de réaliser successivement les opérations suivantes :
- Désamorçage (dans le cas de réalisation d'étuis utilisés)
- Re-calibrage (dans le cas de réalisation d'étuis utilisés)
- Mise en place de l'amorce sur l'étui
- Introduction de la charge de poudre
- Mise en place de l'ogive
- Sertissage de l'ogive dans l'étui.
Ces opérations sont réalisées en suivant des règles strictes en matière de définition de la charge de poudre, d'espace vide dans l'étui, de poids d'ogive et d'intensité de sertissage afin d'éviter le risque de surpression au moment de la mise à feu de la munition qui pourrait entraîner la destruction de l'arme et blesser l'utilisateur.